# Peter Pander
Peter Pander (* 19. Januar 1951 in Hannover) ist ein ehemaliger deutscher Fußball-Funktionär.
Nach dem Ende seiner aktiven Laufbahn, während der er unter anderem für Hannover 96 in der Jugend spielte, übte sich der Niedersachse als (Spieler-)Trainer im Amateurfußball. So war er unter anderem beim TSV Heiligendorf und bei der SG Brackstedt im Wolfsburger Amateurfußball tätig und feierte dort nebenberuflich (als gelernter Bankkaufmann arbeitete er hauptberuflich für den Volkswagen-Konzern) Erfolge.

## VfL Wolfsburg
Unter der Führung von Fußball-Abteilungsleiter Manfred Aschenbrenner wechselte Pander 1991 zum damaligen Oberligisten VfL Wolfsburg, bei dem er zunächst nebenberuflich Manageraufgaben übernahm. Trotz eines Trainerwechsels von Ernst Menzel zu Uwe Erkenbrecher gewann eine vorwiegend aus Routiniers (Ansorge, Plagge, Siggi Reich) bestehende VfL-Mannschaft in der Saison 1991/92 erneut die Meisterschaft und setzte sich nun auch in der folgenden Aufstiegsrunde zur 2. Bundesliga durch. So kehrten die Wolfsburger nach fünfzehnjähriger Abstinenz (der Verein war 1977 aus der damaligen 2. Bundesliga Nord abgestiegen) in den Profifußball zurück und schafften in der Saison 1992/93 den Klassenverbleib.
Unter den Trainern Eckhard Krautzun und Gerd Roggensack erreichte der VfL Wolfsburg im Mai 1995 das DFB-Pokal-Finale gegen den Bundesligisten Borussia Mönchengladbach und unterlag diesem im Berliner Olympiastadion deutlich mit 0:3. Gleichzeitig schnitten die Wolfsburger in der 2. Bundesliga mit Achtungserfolgen ab und klopften zeitweise an das Tor zur 1. Fußball-Bundesliga, welches sie erst 1997 unter Trainer Willi Reimann durchschritten. Zu diesem Zeitpunkt hatte der Volkswagen-Konzern Peter Pander längst für den Job als hauptamtlicher Manager des VfL Wolfsburg freigestellt.
Nach dem vorzeitig sichergestellten Klassenerhalt in der Saison 1997/98 schaffte der Verein, der nun von Trainer Wolfgang Wolf betreut wurde, zur Spielzeit 1999/2000 die Qualifikation für den UEFA-Pokal, wo in der dritten Runde an Atlético Madrid kein Vorbeikommen war. Unter Panders Führung beschloss der Verein den Bau eines neuen Stadions (Volkswagen Arena), das das teilweise unter Denkmalschutz stehende VfL-Stadion am Elsterweg ersetzen sollte. Die Volkswagen-Arena wurde nach knapp zweijähriger Bauzeit schließlich auch eingeweiht.
Auf Trainer Wolfgang Wolf folgte Jürgen Röber und Manager Pander, der im August 2002 den beim FC Bayern München ausgeschiedenen Ex-Nationalspieler Stefan Effenberg von einer Vertragsunterschrift überzeugen konnte, schlug aus der unter seiner Federführung mit dem argentinischen Spitzenverein River Plate Buenos Aires geschlossenen Kooperation Kapital und verpflichtete für den Preis von umgerechnet 9 Millionen Euro den hochgehandelten argentinischen Nationalspieler Andrés D’Alessandro. Nach einsetzender und anhaltender Talfahrt verlor der VfL Wolfsburg die Geduld mit Trainer Jürgen Röber und entließ diesen fast genau ein Jahr nach Beginn seines Engagements. Auf Röber folgte der kurz zuvor beim Bundesliga-Konkurrenten 1. FC Kaiserslautern entlassene Belgier Eric Gerets, der in den Restwochen der Saison 2003/2004 mit den Wolfsburgern den Klassenerhalt sicherstellte und sich mit der Mannschaft für den UEFA Intertoto Cup qualifizierte.
Zum Ende des Panderschen Arbeitsverhältnisses kam es im August 2004 nach einem Erstrundenspiel im DFB-Pokal bei der U23-Mannschaft des 1. FC Köln. Der VfL hatte das Spiel gewonnen, Trainer Gerets hatte aber den von seinem Ex-Klub 1. FC Kaiserslautern verpflichteten bulgarischen Nationalspieler Marian Hristov eingesetzt, der allerdings aufgrund einer Sperre nicht spielberechtigt gewesen war. Dies bemerkten die Kölner Verantwortlichen und legten umgehend Protest ein, dem das Sportgericht des DFB statt gab und anstelle des VfL Wolfsburg die U23-Mannschaft des 1. FC Köln in die zweite Hauptrunde einziehen ließ. Infolge dieser Entscheidung des Sportgerichts, die beim VfL Wolfsburg höchste Verstimmung auslöste, übernahm Pander die volle Verantwortung und reichte am 24. August seinen sofortigen Rücktritt ein. Nach mehrmonatiger Vakanz berief der Verein den ehemaligen Nationalspieler Thomas Strunz zu Panders Nachfolger.

## Borussia Mönchengladbach
Im April 2005 verpflichtete Borussia Mönchengladbach Peter Pander als Nachfolger des im Zuge aufflackernden Misserfolgs zurückgetretenen Christian Hochstätter.
Pander sorgte für den bis dahin teuersten Transfer in der Mönchengladbacher Vereinsgeschichte, als er den argentinischen Fußballspieler Federico Insúa für geschätzte 4,5 Millionen Euro verpflichtete. Trotz weiterer Einkäufe neuer Spieler und einem vollzogenen Trainerwechsel blieb der erhoffte Erfolg aus.
Am 8. März 2007 trennte Borussia Mönchengladbach sich von Pander, nachdem dieser zuvor seinen Rücktritt angeboten hatte.